# James William Davison
James William Davison (Londres, 5 d'octubre del 1813 - Margate, 24 de març del 1885) fou un crític musical anglès.
També coneixia la tècnica musical, adquirí a Anglaterra una popularitat sense límits i contribuí a popularitzar en el seu país a Mendelssohn, sent un dels primers que senyalà el mèrit de Berlioz. Per contra, atacà de manera violenta en Wagner i en Schumann. A més de nombrosos articles de crítica publicats al Times, Musical World, Musical Magazine i d'altres diaris, i d'un estudi sobre Chopin (1849), deixà diverses composicions que es distingeixen per la seva novetat.